# ベーラ・グットマン
ベーラ・グットマン（ハンガリー語: Guttmann Béla、1899年1月27日 - 1981年8月28日）は、ハンガリーの元サッカー選手、サッカー指導者。

## 経歴

### 選手時代
グットマンは1920年代初頭にMTKの中心選手の一人として、1920年、1921年のリーグ連覇に貢献した。しかし、ホルティ・ミクローシュ政権の反ユダヤ主義から逃れる為、オーストリアへ移住し、ユダヤ人のクラブSCハコア・ウィーンへ移籍、1925年にリーグ制覇に貢献した。1926年4月に、ハコア・ウィーンがアメリカ合衆国遠征を行い好評を博すと、グットマンは数人のチームメイトと共に米国に留まり、1932年に現役を引退するまで同国でプレーを続けた。
ハンガリー代表としては1921年6月5日のドイツ戦で代表デビューを飾り、1924年のパリオリンピックに出場するなど1921年から1924年の間に国際Aマッチ4試合に出場した。

### 監督時代
グットマンは1932年にヨーロッパへと戻り、指導者の道へ進む。オーストリア、オランダとハンガリーのクラブの監督を務め、ウーイペシュトFC時代の1938-39シーズンにハンガリーリーグとミトローパ・カップ制覇に導き、最初の成功を収めた。しかし、第二次世界大戦が勃発すると経歴は中断され、自身もスイスへ亡命した。
戦後、再び監督業を始めると、ACミラン、サンパウロFC、FCポルト、SLベンフィカ、CAペニャロールを始めとした世界10ヶ国の異なるクラブで監督を務めた。また、ブコヴィ・マールトンやシェベシュ・グスターヴと共に4-2-4システムを生み出した指導者としても知られた。ベンフィカ時代の1961年と1962年のUEFAチャンピオンズカップで連覇を成し遂げた。
反面、歯に衣を着せぬ言動や自信家な態度からトラブルが絶えず、一つのクラブに長期間留まる事はなかった。またACミランや、SLベンフィカ時代には成功を収めたことで多額の報酬を要求したが、クラブ側と折り合いが付かず退団をしている。
1981年8月28日に死去、81歳没。

## 獲得タイトル

### 選手時代
MTKハンガリアFC
- ネムゼティ・バイノクシャーグI (2) : 1919-20, 1920-21

SCハコア・ウィーン
- サッカー・ブンデスリーガ (1) : 1924-25

ニューヨーク・ハコア
- USオープンカップ (1) : 1929

### 監督時代
ウーイペシュトFC
- ネムゼティ・バイノクシャーグI (2) : 1938-39, 1946-47
- ミトローパ・カップ (1) : 1939

サンパウロFC
- カンピオナート・パウリスタ (1) : 1957

FCポルト
- スーペル・リーガ (1) : 1958-59

SLベンフィカ
- UEFAチャンピオンズカップ (2) : 1960-61, 1961-62
- スーペル・リーガ (2) : 1959-60, 1960-61
- タッサ・デ・ポルトガル (1) : 1961- 62